# Civrac-en-Médoc
Civrac-en-Médoc é uma comuna francesa na região administrativa da Nova Aquitânia, no departamento da Gironda. Estende-se por uma área de 18,21 km². Em 2010 a comuna tinha 690 habitantes (densidade: 37,9 hab./km²).